# Supermarine S.6
A Supermarine S.6B brit hidroplánt R.J. Mitchell tervezte a Supermarine cég számára a vízi repülőgépek számára kiírt Schneider-kupa 1931. évi versenyére. Ez a repülőgép folyamatos fejlesztés eredményeképpen született meg, és az utolsó volt az S.4 és S.5 után abban a sorban, amit a Supermarine a Schneider kupa megnyerése érdekében épített.
Az S.6 az évek folyamán Mitchell fokozatosan tökéletesítette az általa tervezett versenygépek aerodinamikáját és szerkezeti megoldásait a nagy sebesség elérése érdekében és ez a gyakorlat nagymértékben járult hozzá később olyan konstrukciók megalkotásához mint a Spitfire vadászrepülőgép.

## Előzmények
A vízi repülőgépek számára kiírt Schneider-kupán a Supermarine éveken keresztül részt vett repülőgépekkel. Az 1922. évi verseny győztese, a Sea Lion II volt az utolsó konzervatív építésű gép ezek sorában: kétfedelű repülőcsónak. Világossá vált, hogy a fejlődés a lehető legáramvonalasabb kialakítású önhordó szerkezetű monoplán sárkány a lehető legerősebb motorral. Mitchel következő repülőgépei már ezeket az ezeket az elveket valósítja meg. A Supermarine S.4 volt az első ezek sorában: kétúszós, majdnem teljesen faépítésű alsószárnyas monoplán, aerodinamikailag gondosan kidolgozott formákkal. Egyik érdekes sebességnövelő újításként az olajhűtő és vízhűtő nem az általánosan használt keresztáramú, hanem a törzs és a szárny burkolatát is képező felületi hőcserélő volt. A gép 1925 őszén 365,071 km/h sebességi világrekordot repült a vízi repülőgépek kategóriájában, de a kupán bemelegítő futamai alatt oldalra lecsúszott és megsemmisült stabilitási problémákra visszavezethetően, így a nagy várakozásokkal ellentétben a versenyen már nem indulhatott.
Az 1927. évi Schneider-kupára készített S.5 ugyanezt a koncepciót követte, de levonták a korábbi tapasztalatok tanulságát és alkalmazták a motorfejlesztés legújabb eredményeit is. A törzs teljesen fémszerkezetű lett, a motor teljesítményét pedig 680 lóerőről 900 LE-re emelték. Az új gép, melyből több példányt is építettek, 453,28 km/h átlagsebességgel a velencei verseny győztese lett. A világrekord kísérlet alatt azonban az egyik gép összetört. Mitchell legfőbb tanulságnak azt vonta le, hogy a Napier motorok kimerítették teljesítmény tartalékukat és a következő versenyekhez más hajtóművet kell választani.

## Finanszírozás

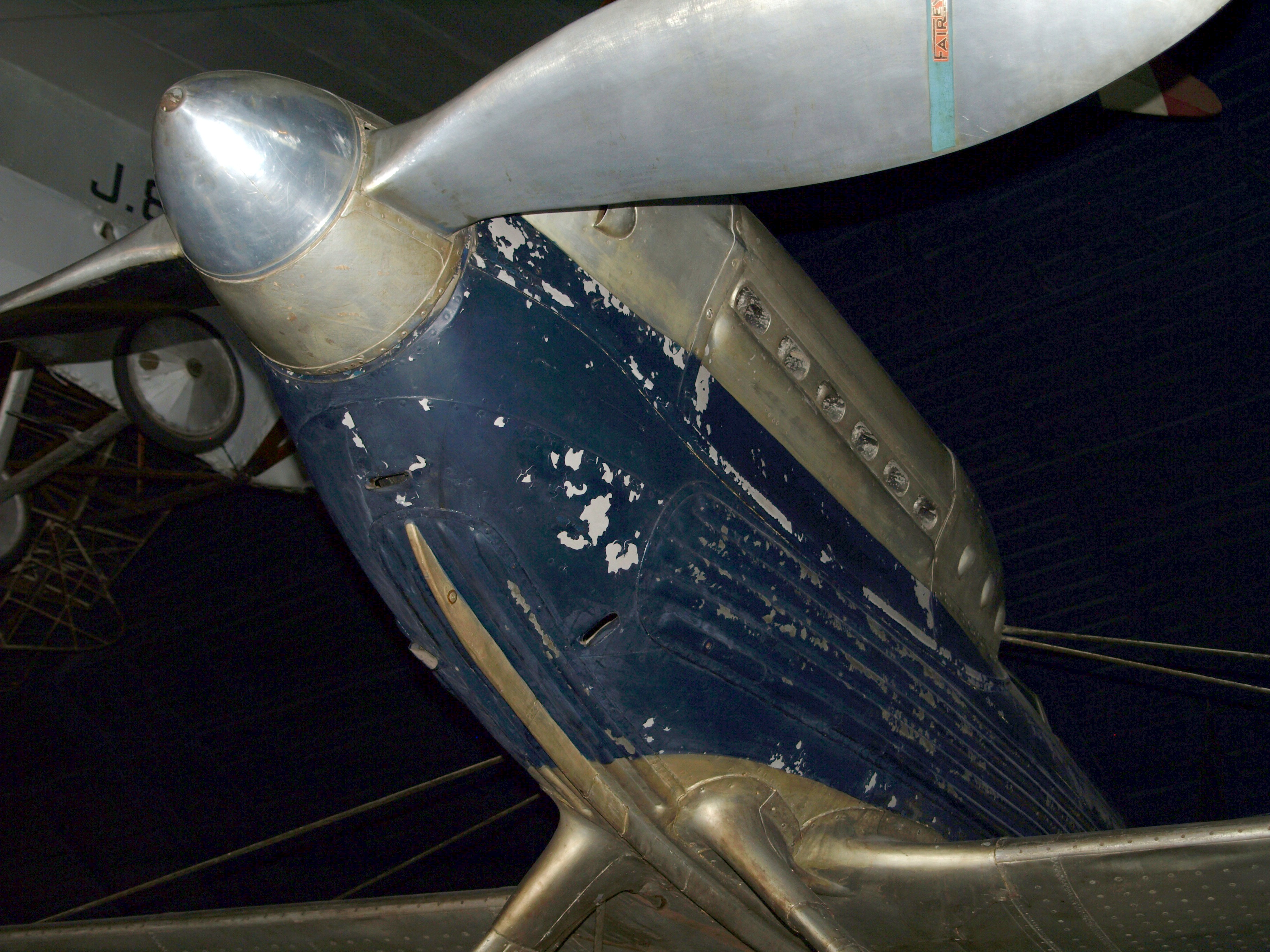
A Supermarine S.6B, S1595 london Science Museum kiállításán

A korábbi versenygépeket részben a brit kormány finanszírozta, de annak ellenére, hogy további pénzügyi támogatást ígért a miniszterelnök az 1929-es verseny győzelme után, a New York-i tőzsde összeomlása után alig két hónappal az összeget törölték a költségvetésből azzal a hivatalos indoklással, hogy a korábbi két verseny alkalmával elegendő tapasztalatot szereztek a nagy sebességű repülés terén ahhoz, hogy további közpénzeket ne kelljen erre a célra kiadni. A Royal Aero Club (Királyi Repülőklub), melynek tagjai között a repülőgép és repülőmotor ipar képviselői is szerepeltek, felelt az 1931. évi verseny megrendezéséért. A klub egy bizottságot hozott létre, hogy megvitassa a magánfinanszírozás lehetőségét, de arra az eredményre jutott, hogy ez nemcsak pénzügyileg lehetetlen, hanem a nagy tapasztalatú RAF pilóták hiánya is nagy problémát jelentene. Ez általános csalódást keltett, mert két egymás után követő versenyen elért győzelem után lehetőség lett volna a Schneider-kupa végleges meghódítására.
Lord Rothermere lapja, a Daily Mail, mely mindig érdeklődést mutatott az aviatika iránt, felhívást intézett közadakozásra, melyre néhány ezer font érkezett is. Végül Lady Houston nyilvánosan 100 000 fontot adományozott, a kormány is megváltoztatta álláspontját és 1931 januárjában rendelkezésre bocsátott egy összeget. Ekkor már csak kilenc hónap maradt előkészületekre és a versenyen való indulásra. A RAF nagy sebességű repülőcsoportját is újjászervezték, Mitchell és a Rolls-Royce munkába állt.

## Tervezés és fejlesztés
Csak hét hónap maradt a felkészülésre, ami nem volt elegendő idő egy nagyobb teljesítményű repülőgép terveinek elkészítésére, ezért a jobb eredményeket attól várták, hogy a Rolls–Royce R motor teljesítményét növeljék. A sárkányon ezért csak kisebb változtatásokat hajtottak végre, néhol megerősítették, hogy a nagyobb tömegű szerkezet eléggé szilárd legyen. Az úszókat mintegy 0,9 m-rel meghosszabbították, a Rolls–Royce pedig a motor teljesítményét 400 LE-vel (298 kW) megnövelve 2300 LE-re (1715 kW) tornázta fel.

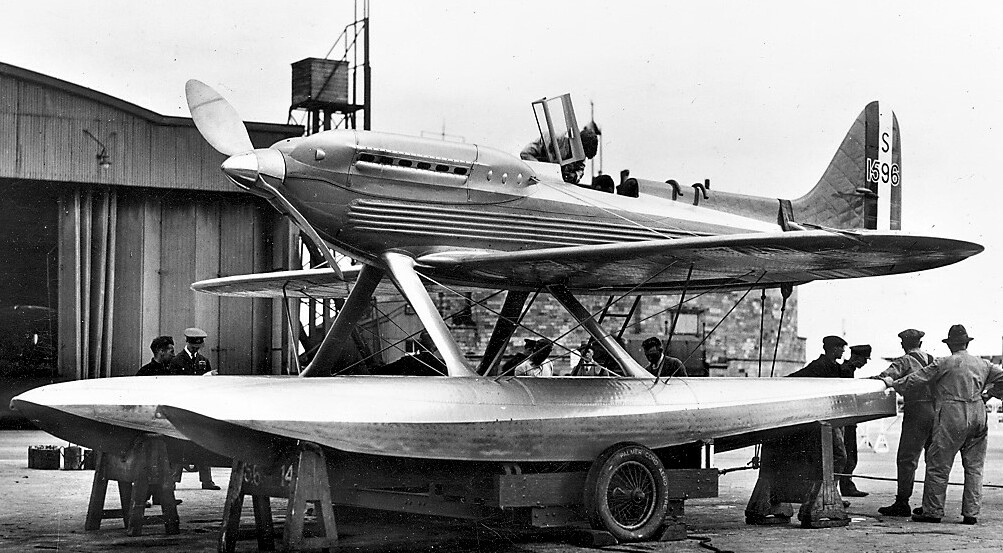
Supermarine S.6B, S1596

## A verseny
Bár a brit csapatnak nem kellett ellenféllel számolnia, a RAF nagy sebességi egysége hat Supermarine Schneider versenygépet vitt Calsot Spitre a southamptoni vizeknél gyakorlatozás és felkészülés céljából. A hat gép: az S.5 N219, mely második lett Velencében 1927-ben, az S.5 N220, az 1927-es velencei győztes, az S.6A N247, mely 1929-ben Calshotban győzött, az S.6A N248, melyet 1929-ben Calshotban diszkvalifikáltak és a két új S.6B, az S1595 és az S1596.
A britek terve az volt, hogy az S1595 jelű gépet indítják egyedül, és csak abban az esetben, ha a sebessége nem volna elegendő nagy, vagy üzemzavar lépne fel, akkor a sokszor próbált S.6A N248 repülné az útvonalat. Ha egyiknek sem sikerülne, a tartalékban tartott N247 ugrana be helyettük. Az S.6B S1596 gépet a verseny után sebességi világrekord kísérletet akartak tenni. A gyakorlatozás közben az N248 megsérült egy rosszul sikerült felszállás közben, ami minden tervet keresztül húzott, így csak a két S.6B és a megmaradt S.6 versenygépet készítették fel az utolsó futamra.
A győztes kört John N. Boothman hadnagy irányítása alatt az S1595 gép repülte 547,19 km/h átlagsebességgel hétszer ismételve a Solent feletti háromszög alakú pályát Wight szigete és a brit partok között. Tizenhét nappal később George Stainforth hadnagy az S1596 szériaszámú S.6B géppel sebességi világrekordot állított fel 655,67 km/h átlaggal.

## Kiállításon
A világrekord teljesítése után mindkét S.6B befejezte pályafutását. A Schneider-kupa győztes S.6B S1595 gépet a londoni Science Museumnak adományozták, ahol ma is látható eredeti állapotában. Az S1596 rövid időre a Tengerészeti repüléskísérleti intézetbe (MAEE) került, de további sorsa ismeretlen, bár az 1960-as évekig az S.6A N248 a southamptoni királyi mólón volt közszemlére téve turistalátványosságként de a hibás S1596 jel alatt.

## Műszaki adatok
| Típusjel                   | S.4                            | S.5                        | S.6               | S.6B                     |
| -------------------------- | ------------------------------ | -------------------------- | ----------------- | ------------------------ |
| Személyzet                 | 1 fő                           | 1 fő                       | 1 fő              | 1 fő                     |
| Hossz                      | 8,12 m                         | 7,32 m                     | 7,87 m            | 8,79 m                   |
| Fesztáv                    | 9,33 m                         | 8,15 m                     | 9,14 m            | 9,14 m                   |
| Magasság                   | 3,57 m                         | 3,38 m                     | 3,73 m            | 3,73 m                   |
| Szárnyfelület              | 12,9 m²                        | 10,7 m²                    | 13,5 m²           | 13,5 m²                  |
| Üres tömeg                 | 1179 kg                        | 1215 kg                    | 2028 kg           | 2082 kg                  |
| Legnagyobb felszálló tömeg | 1447 kg                        | 1470 kg                    | 2618 kg           | 2760 kg                  |
| Hajtómű típusa             | Napier Lion VII vízhűtésű W-12 | Napier Lion VIIA vízhűtésű | Rolls-Royce R     | Rolls-Royce R            |
| Hajtómű teljesítménye      | 680 LE (507 kW)                | 900 LE (671 kW)            | 1900 LE (1417 kW) | 2350 LE (1753 kW)        |
| Legnagyobb sebessége       | 385 km/h                       | 514,3 km/h                 | 529 km/h          | 655,8 km/h (világrekord) |
| Felületi terhelés          | 112 kg/m²                      | -                          | 205 kg/m²         | 205 kg/m²                |
| Teljesítmény/tömeg         | 0.35 kW/kg                     | -                          | -                 | 0,635 kW/kg              |

## Külső hivatkozások
- A repülőversenyek története (angol)
- RJ Mitchell: A life in aviation, 1931 Schneider Trophy, Cowes
- 16mm B&W Newsreel footage of 1931 Schneider Trophy
- "The Supermarine S.6b", Popular Mechanics, 1931 december, Az S.6B teljes robbantott rajzai
- Photo walk around by Don Busack of the actual Schneider Trophy winning Supermarine S.6B displayed at the Science Museum, London.
- "The Supermarine S.6B Monoplane." Flight, 1931. október 2., pp. 981—982.